# كورت كايزر
كورت كايزر (بالإنجليزية: Kurt Kaiser)‏ هو مغن مؤلف وملحن أمريكي، ولد في 17 ديسمبر 1934 في شيكاغو في الولايات المتحدة، وتوفي في 12 نوفمبر 2018 في واكو في الولايات المتحدة.

## وصلات خارجية
- الموقع الرسمي
- كورت كايزر على موقع IMDb (الإنجليزية)
- كورت كايزر على موقع ميوزك برينز (الإنجليزية)
- كورت كايزر على موقع ديسكوغز (الإنجليزية)